# 飞鸟2号
飞鸟2号（飛鳥II）是隸屬於日本郵船的一艘游轮，长241米，重5万吨，能搭載872名乘客和150名遊輪工作人员，由位於日本长崎的三菱重工造船厂建造。2006年，該遊輪更名為飛鳥2號。截至2009年2月，飛鳥2號是當時日本最大的游轮。 
2020年6月16日，飞鸟2号在横滨港口停泊时起火，不過没有造成人员伤亡。